# مدینة الزهراء
مدینه الزهراء به معنای شهر درخشان (با شکوه) از شهرهای قدیمی اسپانیا در ناحیه اندلس و در ۳۰ کیلومتری کوردوبا (قرطبه) است که توسط عبدالرحمن سوم در نیمه قرن دهم میلادی حوالی سال ۹۴۰ م ساخته شد. در سال ۱۹۱۱ م بقایای این شهر کشف شد و تا به حال حدود ده درصد از این شهر کشف و شناسایی شده است. این شهر به عنوان پایتخت اندلس یا همان اسپانیای مسلمان شناخته شد. شروع بنای این شهر از ۹۳۶–۹۴۰ میلادی بوده است. شهر الزهراء شامل ساختمان‌های حکومتی و مدیریتی، بوستان، ضرابخانه، کارگاه، مهمانسرا و حمام بود و دسترسی به آب در شهر به وسیلهٔ کانال کشی میسر شده بود.

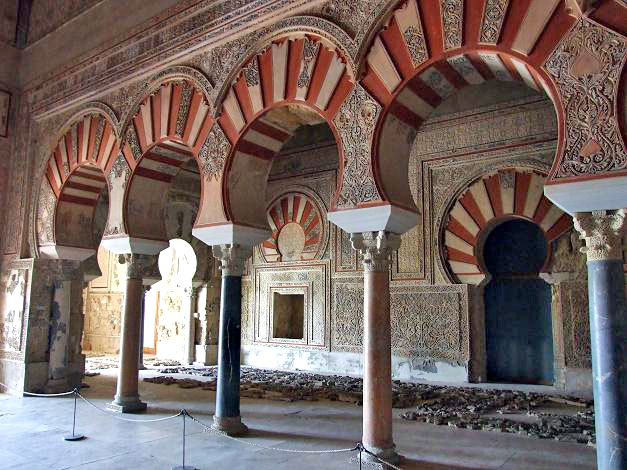
قسمت پذیرش مهمان از سالن خلیفه عبدالرحمن سوم

با انقراض حکومت ۹۰ ساله خلافت اموی و فروپاشی آن‌ها در سال ۱۳۲ هـ ق، عبدالرحمن بن معاویه، معروف به عبدالرحمن داخل، از نوادگان هشام بن عبدالملک از چنگ عباسیان فرار کرد و به مغرب و شمال آفریقا رفت و بعد از مدت‌ها سرگردانی از اغتشاش اسپانیا و اختلاف بربرها و قبایل عرب استفاده کرده با یاری هواداران بنی امیه و قبایل یمنی سپاهی فراهم آورد و در سال ۱۳۸ هجری قمری (۷۵۵) میلادی وارد آندلس، اسپانیای فعلی شد و با تصرف شهر «قرطبه» حکومت و دولت نیرومندی را در برابر حکومت عباسیان به نام حکومت امویان اندلس تأسیس کرد.
عبدالرحمن سوم پس از آن که خود را خلیفه خواند، در راستای بخشی از ایدئولوژی و برنامه سیاسی خود دستور بنای شهر مدینةالزهرا را صادر کرد.
وی با این کار پیام سیاسی مهمی به مردم و رقبای خود همچون خلفای دیگر مانند فاطمیان یا عباسیان فرستاد و به آن‌ها نشان داد به اندازه‌ای قدرت‌مند است که می‌تواند شهری بزرگ بسازد.

## تاریخ
در دوره عبدالرحمن الناصر شهر قرطبه به صورتی شگفت‌انگیز و سریع توسعه یافت و شمار جمعیت آن به نیم میلیون نفر رسید. این رقم در جهان قرون وسطایی رقم استثنایی است. شهرک‌های اقماری اطراف قرطبه به ۲۸ ربض رسید که از مردم و بازار رونق داشت و در حوالی پایتخت تا شصت میلی پراکنده بود؛ چنان‌که به حدود اشبیلیه و جیان می‌رسید. شمار منازل قرطبه نیز فزونی یافت و به ۱۱۳ هزار خانه از تودهٔ مردم و چهارصد منزل در مدینة الزهرا برای کارکنان دولت رسید. مساجد شهر به سه هزار مسجد و شمار حمام‌ها به سیصد حمام بالغ شد.

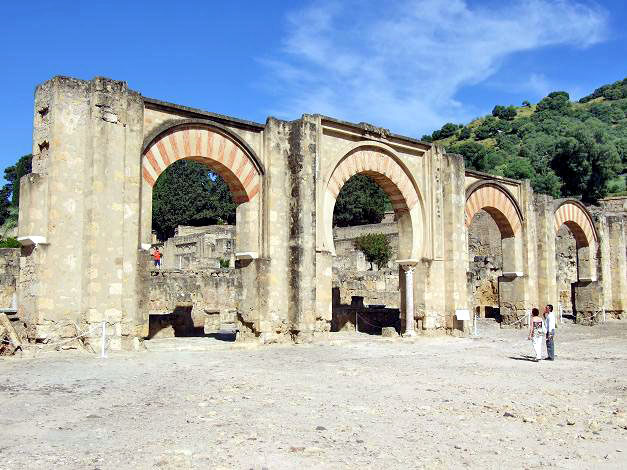
دروازه ورودی شهر مدینة الزهراء

خلیفه عبدالرحمن ناصر در این توسعه، نقش مشوق را داشت. او خود در چندین مناسبت طرح‌های عمرانی در شهرهای مختلف اندلس، خصوصاً قرطبه را افتتاح کرد. امیر عبدالرحمن سوم از روزی که خود را خلیفه و امیرالمؤمنین اعلام کرد، دریافت که چه بخواهد و چه نخواهد، می‌باید علاوه بر عرصه‌های سیاسی و احیاناً نظامی، در میادین عمران و تمدن نیز با دو خلافت دیگر وارد رقابت جدی شود: یکی خلافت با سابقهٔ شرقی، عباسیان - که به لحاظ میراثی که از تمدن‌های شرقی، به او رسیده، غنی و ثروتمند است و دیگری، خلافت جوان فاطمیان، که در نزدیکی سواحل اندلس پاگرفته و با تجارت عظیم خود بسی قوی، فعال و بر مدیترانه غربی چیره است. وی بر این اساس چنان دید که در پایتخت خلافت خود، قرطبه، به گونه ای تأسیسات عمرانی و تمدنی ایجاد کند که اگر نتوانست با بغداد و مهدیه رقابت کند، دست کم با این دو پایتخت برابری کند.
عبدالرحمن دریافت دارلحکومه و قصر اموی قرطبه- که از ساخته‌های امرای اموی سلف او بود- هر چند مدت‌های مدید پذیرای امرا و حاکمان قرطبه بوده است. در زمانی این امر معقول و مقبول بود که دولت اندلس یک امارت عادی بود؛ اما اینک به خلافتی بدل گشته و عبدالرحمن ناصر که بیش از همهٔ اسلاف خود دست‌آوردهای مفید داشته، بر آنچه تاکنون بوده، برای خلیفه مهیا کند. بر این اساس تصمیم گرفت در قرطبه، برای خلافت شهری جدید بسازد که عملاً نمایانگر همه دست‌آوردهایی باشد که خلیفه معتقد است از مجد و عظمت و پیروزی‌های داخلی و خارجی و موفقیت‌های اقتصادی به دست او تحقق یافته است.
در واقع ما نمی‌دانیم آیا فقط همین امر سبب شد که این همه مال و تلاش خلیفه صرف ساخت شهر جدید شود یا عوامل و انگیزه‌هایی هم در کار بوده است؟ ارجح آن است که نمی‌توانیم ملاحظات شخصی خلیفه را در این باره نادیده بگیریم؛ زیرا پادشاهان و امپراتوری‌های قرون میانه، همانند اسلاف خود در زمان قدیم، در صدد برآمدند تأسیساتی عمرانی از خد بر جای گذارند و بدین وسیله نام خویش را در تاریخ جاودان سازند. من معتقدم این گرایش، در میان انگیزه‌های عبدالرحمن ناصر در ساخت شهر جدیدش وجود داشته است. از این و آن مهم‌تر این که شاید ملاحظات امنیتی، ضرورت سلامت شخصیت و استمرار و تداوم نظام نیز در انگیزش ناصر در انجام دادن این کار سهیم بوده است.
در سال ۳۲۵ هجری قمری ۹۳۶ میلادی کار ساخت شهر جدید در مکانی که پیش از این در جنوب غربی قرطبه انتخاب کرده بود، تحت نظر پسر و ولی عهد او، حکم المستنصر بالله و با نقشهٔ مهندس مسلمة بن عبدالله آغاز شد. ناصر می‌خواست مدینة الزهراء همانند روزگار خودش عظیم، با شکوه درخشان باشد، از این رو کارگران، هنرمندان و صنعتگران ماهر را از سراسر اندلس و برخی را از عراق؛ هم چنین شماری از ماهرترین هنرمندان را از قسطنطنیه فراخواند؛ لذا هنوز تأثیر هنر معماری بیزانس را در برخی از بخش‌های اصلی کاخ خلیفه آشکارا می‌بینیم. هزاران مهندس، کارگر و صنعتگر چندین سال، بدون وقفه در آن جا کار کردند. هر چند کار ساخت برخی از قسمت‌های مدینة الزهراء در چند سال به پایان رسید و خلیفه توانست از سال 329 هجری قمری ۹۴۰ میلادی در آن جا اقامت کند، ساخت دیگر تأسیسات شهر در طول دوران عبدالرحمان ناصر و بخشی از روزگار فرمانروایی فرزندش، حکم المستنصر بالله ادامه داشت.
جهانگردان و مورخانی که پس از تکمیل قصر در روزگار مستنصر یا اندکی پس از آن، از قصر خلیفه بازدید کرده و محتویات آن را از نزدیک دیده‌اند، در توصیف تأسیسات و تزیینات داخلی و هزینه‌های آن مبالغه کرده‌اند.
مقری در کتاب خود، نفخ الطیب به نقل از ابن حیان، مورخ اندلسی - که به تعادل، دقت روایات و شدت حقیقت یابی معروف و مشهور است - جزئیات و تفاصیل کافی از برخی تأسیسات مدینة الزهرا بیان می‌کند. ابن حیان می‌گوید «سنگ‌های مرمر سفید را از مریه، مرمرهای سرخ و سفید را از ریه، مرمرهای سرخ و سبز را از افریقیه، اسفاقس و قرطاجنه، و حوض منقش به طلا را از شام، و بنا به قول برخی از قسطنطنیه آورد. در این حوض نقوش و تصاویری به شکل انسان وجود داشت و بر آن نمی‌توان قیمت گذاشت. عبدالرحمن در قصر خود ایوانی بنا کرد و آن را قصر الخلافه نامید. بنای ایوان از طلا و مرمر صاف، رنگارنگ درخشان بود. دیوارهای ایوان نیز، همانند بنا از طلا و مرمر بود. کاشی‌های قصر به طلا و نقره آراسته بود… ایوان در هر طرف، هشت در داشت و قوس مرمر رنگارنگ و بلور صاف … بنای الزهراء در نهایت اتقان و زیبایی بود».
آن چنان‌که از بقایای مدینة الزهراء به دست می‌آید، ۱۵۰۰ متر طول و ۷۵۰ متر عرض داشت. آب را از قناتی ر فاصلهٔ هشتاد کیلومتری - که در کوه‌های مشرف بر شهر حفر شده بود- می‌آوردند. مدینة الزهراء شهری مدرج بود در سه طبقه؛ «و این شهری است بالای شهر دیگر، کف سوم بر بام شهر میانه است کف شهر میانه بر بام شهر پایین و هر یک از این سه شهر را دیواری است علی حدی»

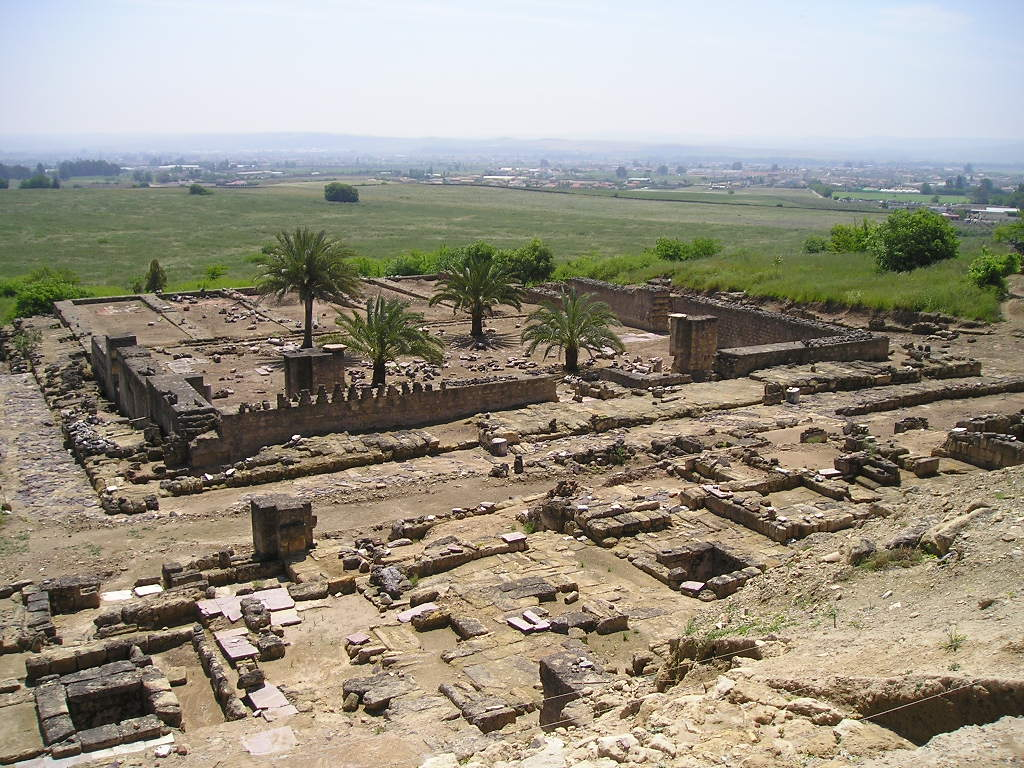
مسجد الجامع در شهر مدینة الزهراء

عبدالرحمن در الزهراء مسجدی باشکوه عظمت بنا کرد. این مسجد پنج شبستان داشت و همه آن با سنگ‌های مرمر خمر مفروش بود؛ و آن را صومعه ای بود با چهل ذراع ارتفاع و منبری در نهایت زیبایی.
ابن حیان بیان می‌کند وقتی بناهای مدینه الزهراء تکمیل شد، حدود چهار هزار ستون داشت که برخی از آن‌ها را از روم آورده بودند، و «لنگه‌های کوچک و بزرگ درها به پانزده هزار در می‌رسید و همه، در آهن گرفته با روکش مسین بودند.»
مقری تأکید می‌کند که هزینه‌های ساخت این شهر بخشی بزرگ از درآمدهای دولت را در طول ربع قرن پایانی از حکومت ناصر به خود اختصاص داد و سالانه حدود سیصد هزار دینار هزینه می‌شد.
Medina Azahara (Arabic: مدینة الزهراء